# 129173 Mattgoman
129173 Mattgoman è un asteroide della fascia principale. Scoperto nel 2005, presenta un'orbita caratterizzata da un semiasse maggiore pari a 3,0971065 UA e da un'eccentricità di 0,1470163, inclinata di 17,29469° rispetto all'eclittica.